# Information multimodale généralisée dans les espaces

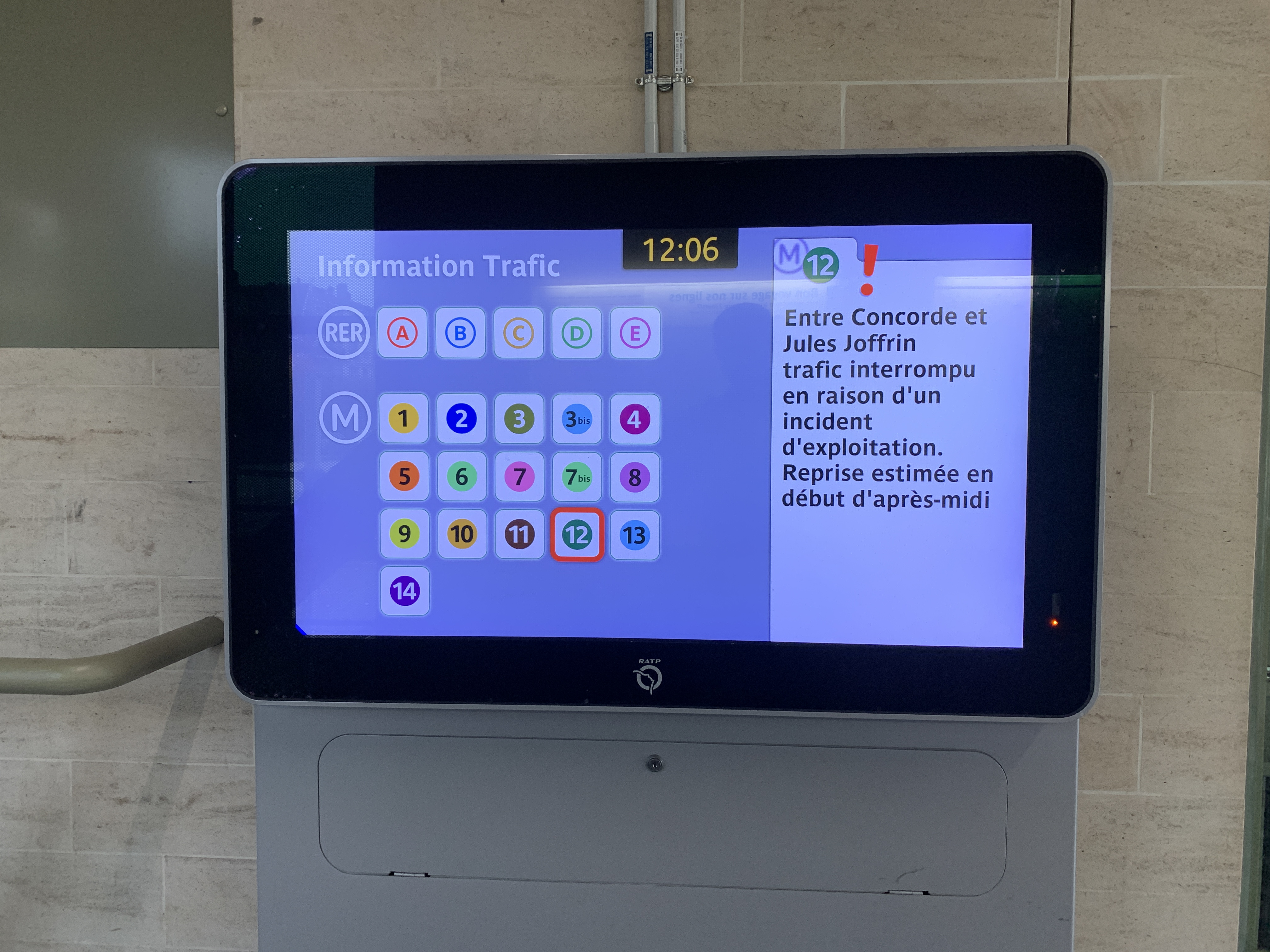
Écran IMAGE (ici en version pylône) à la gare de Fontenay-sous-Bois.

Information MultimodAle Généralisée dans les Espaces (IMAGE) est un projet d'information des voyageurs mené par la RATP avec la collaboration des différents exploitants (SNCF, Optile…) qui fournissent des informations sur l'état de leur réseau.
La finalité du projet est de fournir une information locale sur le trafic (prochains trains, état du trafic, perturbations…). Le système développé est amené à remplacer tous les systèmes d'information existant auparavant, notamment les anciens afficheurs cathodiques.
Sur le métro de Paris, les nouveaux écrans d’informations LCD sont déployés depuis 2012.

## Historique

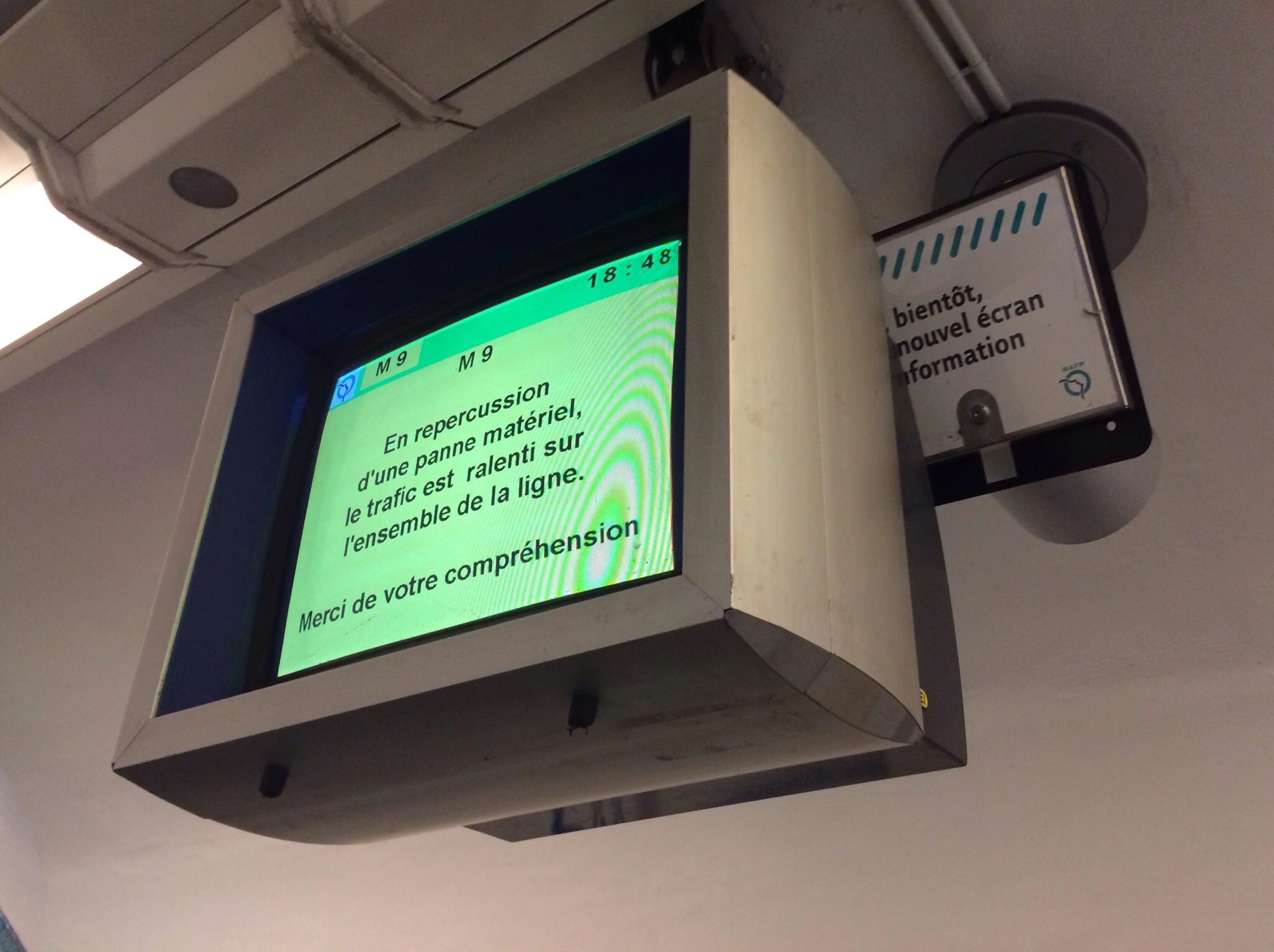
Ancien écran cathodique de type Meteor, généralisé à partir des années 1990.

### Conception
Développé en coopération avec la société française faberNovel, les premières expérimentations du système, connu alors sous le nom EDIM (Écran D'Informations Multimodales), ont été faites dans plusieurs gares RER RATP à partir de 2008 et notamment à Cité Universitaire, Saint-Maur – Créteil, Denfert-Rochereau et Marne-la-Vallée – Chessy.
Les écrans s'intègrent à la politique de développement durable de la RATP, notamment en raison de la plus faible consommation des écrans LCD comparée à celle des écrans cathodiques qu'ils remplaceront.
De plus, la RATP consulte les associations représentatives des personnes à mobilité réduite afin de déterminer les moyens de répondre à leur attentes.
Enfin, le système sera conforme aux arrêtés et décrets fixés par la loi no 2005-102 du 11 février 2005 « pour l’égalité des droits et des chances, la participation et la citoyenneté des personnes handicapées ».

### Expérimentations
Plusieurs phases d'expérimentation ont eu lieu, :
- Phase 1 : expérimentation à Pont de Sèvres (fin 2008) ;
- Phase 2 : expérimentation de plus grande envergure à Châtelet – Les Halles sur le RER (été 2009) ;
- Phase 3 : expérimentation sur quatre autres sites (2010-2012).

#### Phase 1: Pont de Sèvres
Fin 2008, deux écrans ont été installés à la station Pont de Sèvres sur la ligne 9 afin d'indiquer les correspondances avec sept lignes de bus et la ligne 2 du tramway.
La RATP a effectué un sondage dont les résultats révélèrent une très bonne appréciation des usagers ce qui permit de passer à la seconde phase du projet.

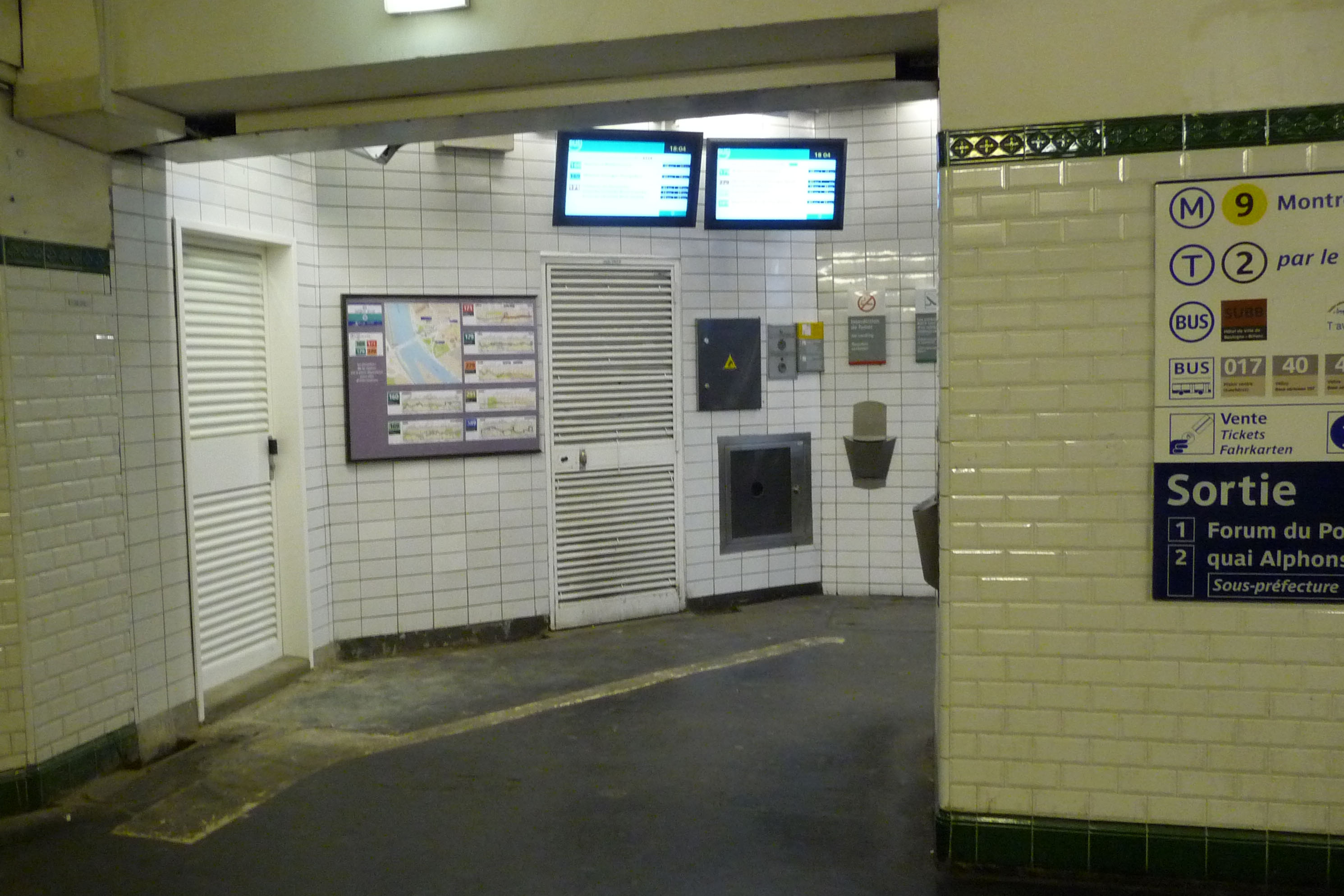
Les deux écrans prototypes de la station de métro Pont de Sèvres.
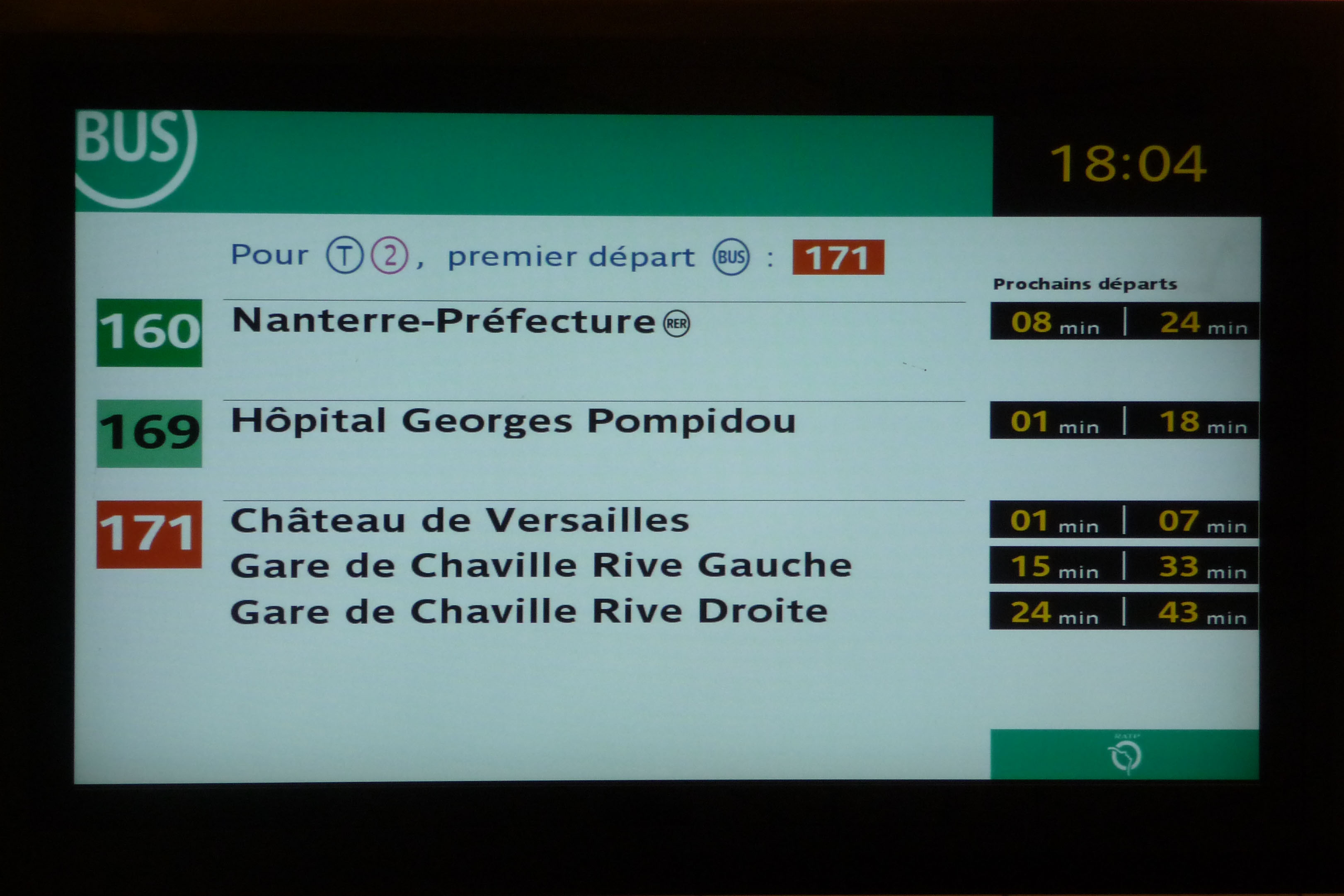
Prochains départs des lignes de bus 160, 169 et 171 à la station de métro Pont de Sèvres.
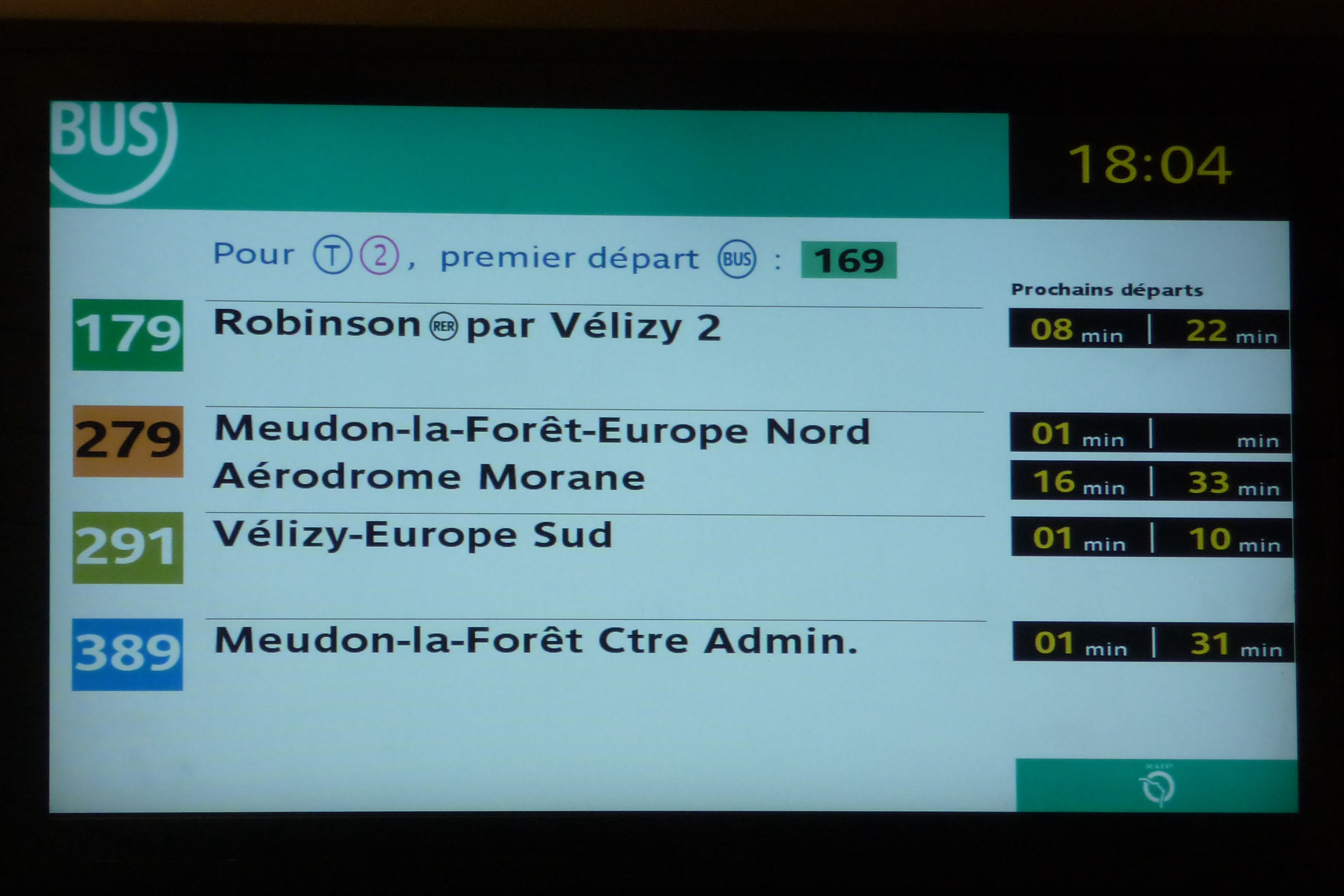
Prochains départs des lignes de bus 179, 279, 291 et 389 à la station de métro Pont de Sèvres.

#### Phase 2: Châtelet – Les Halles
Durant l'été 2009, 10 écrans ont été installés dans la salle de correspondance de la gare de Châtelet – Les Halles, reliant la gare RER aux stations de Châtelet et des Halles.
Les informations sont plus nombreuses que lors de la précédente phase et issues de différents transporteurs puisque les informations affichées concernent les lignes A, B et D alors que seuls les RER A et B sont gérés par la RATP, le RER D étant géré par la SNCF.
De plus, certains des écrans affichent des informations sur plusieurs pages qui défilent les unes après les autres.

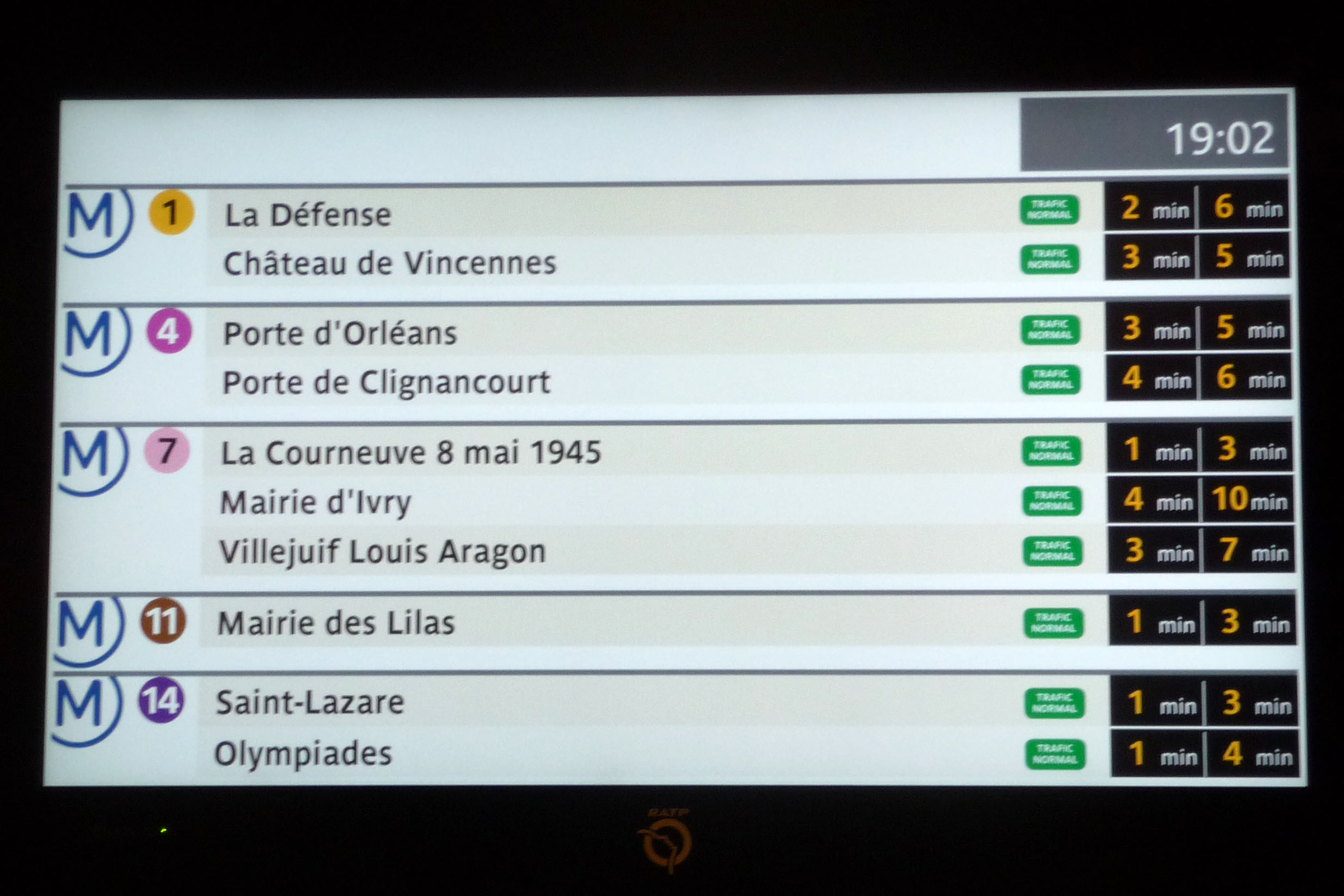
Prochaines rames attendues sur les lignes de métro 1, 4, 7, 11 et 14.
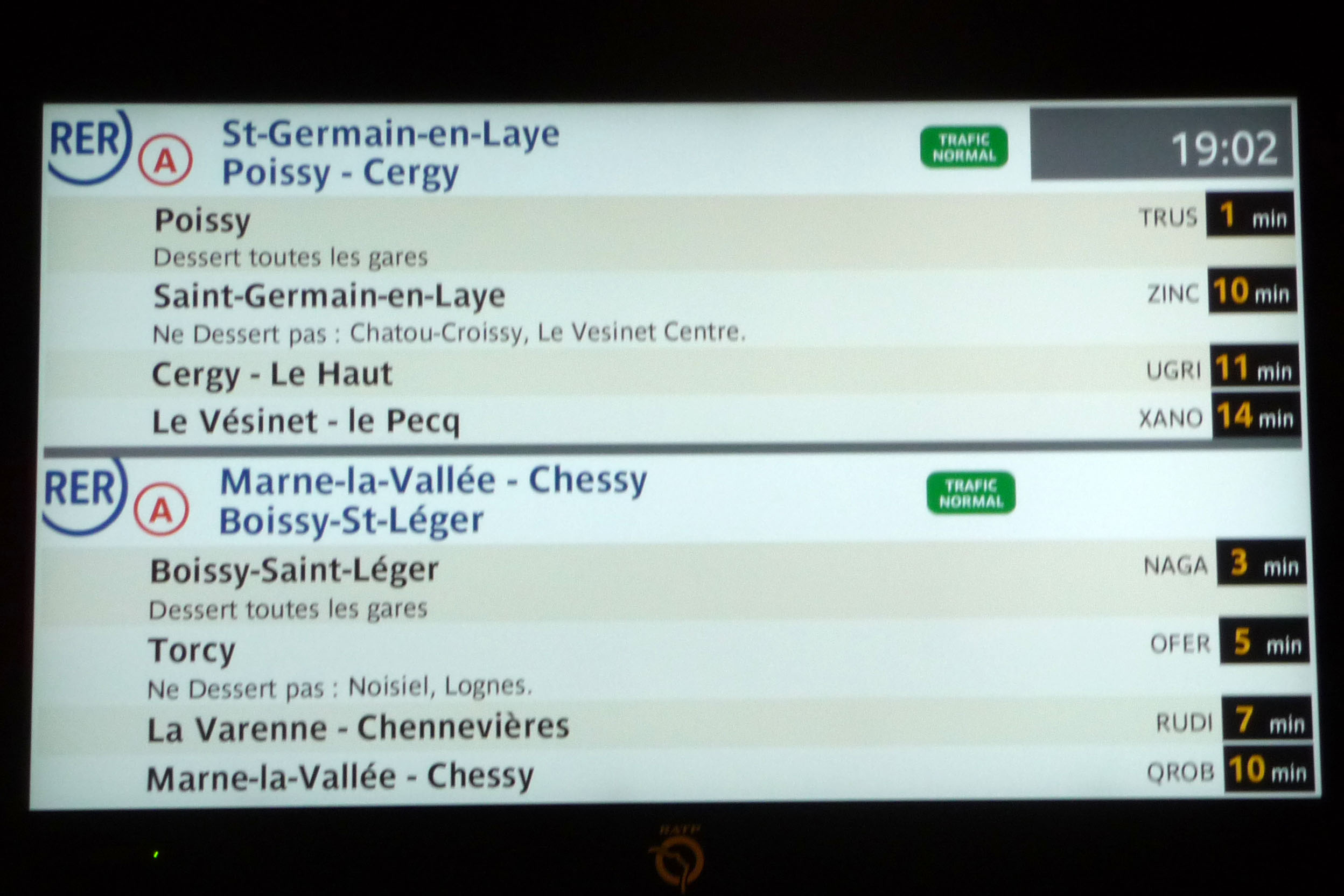
Prochaines rames attendues sur la ligne A du RER.
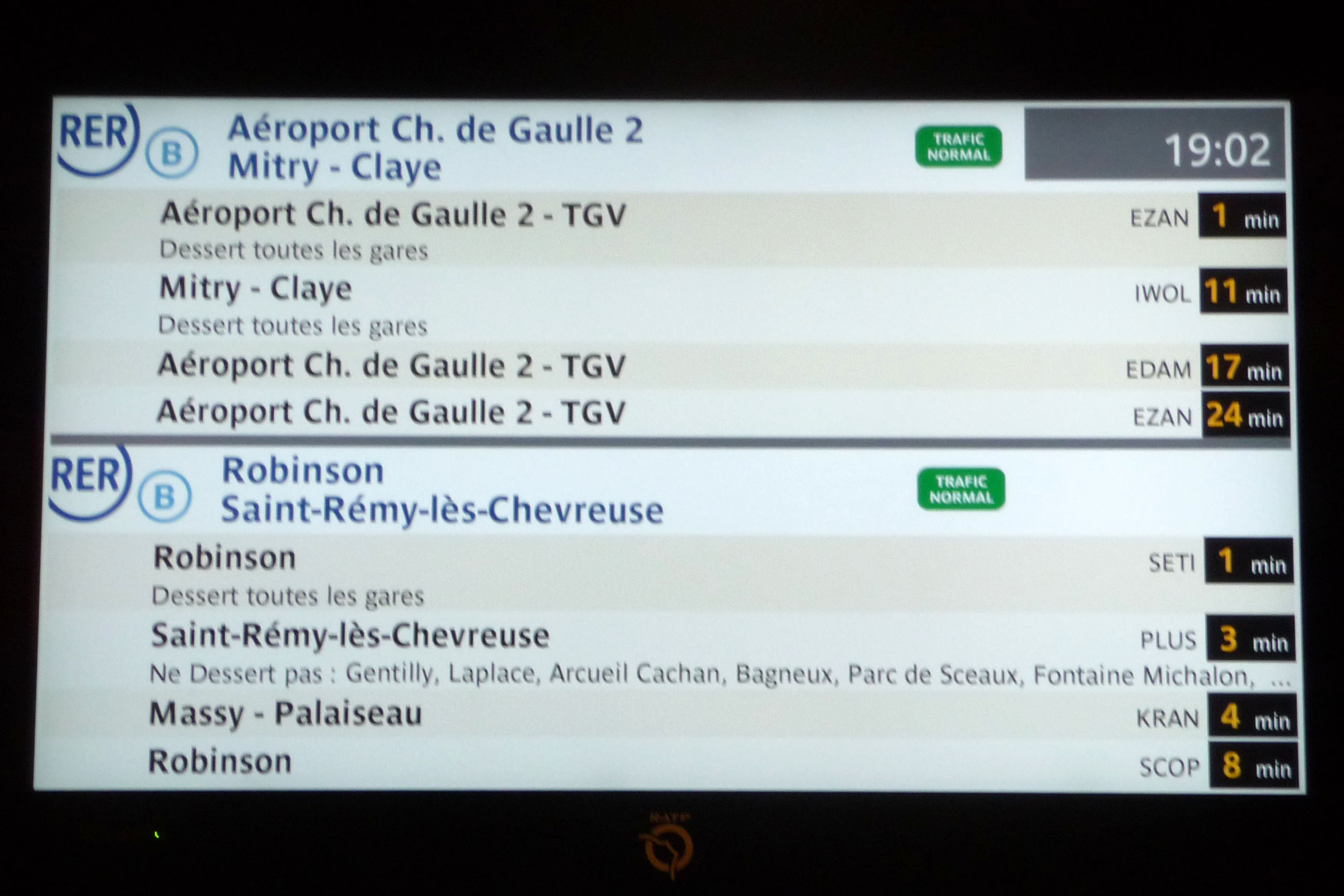
Prochaines rames attendues sur la ligne B du RER.
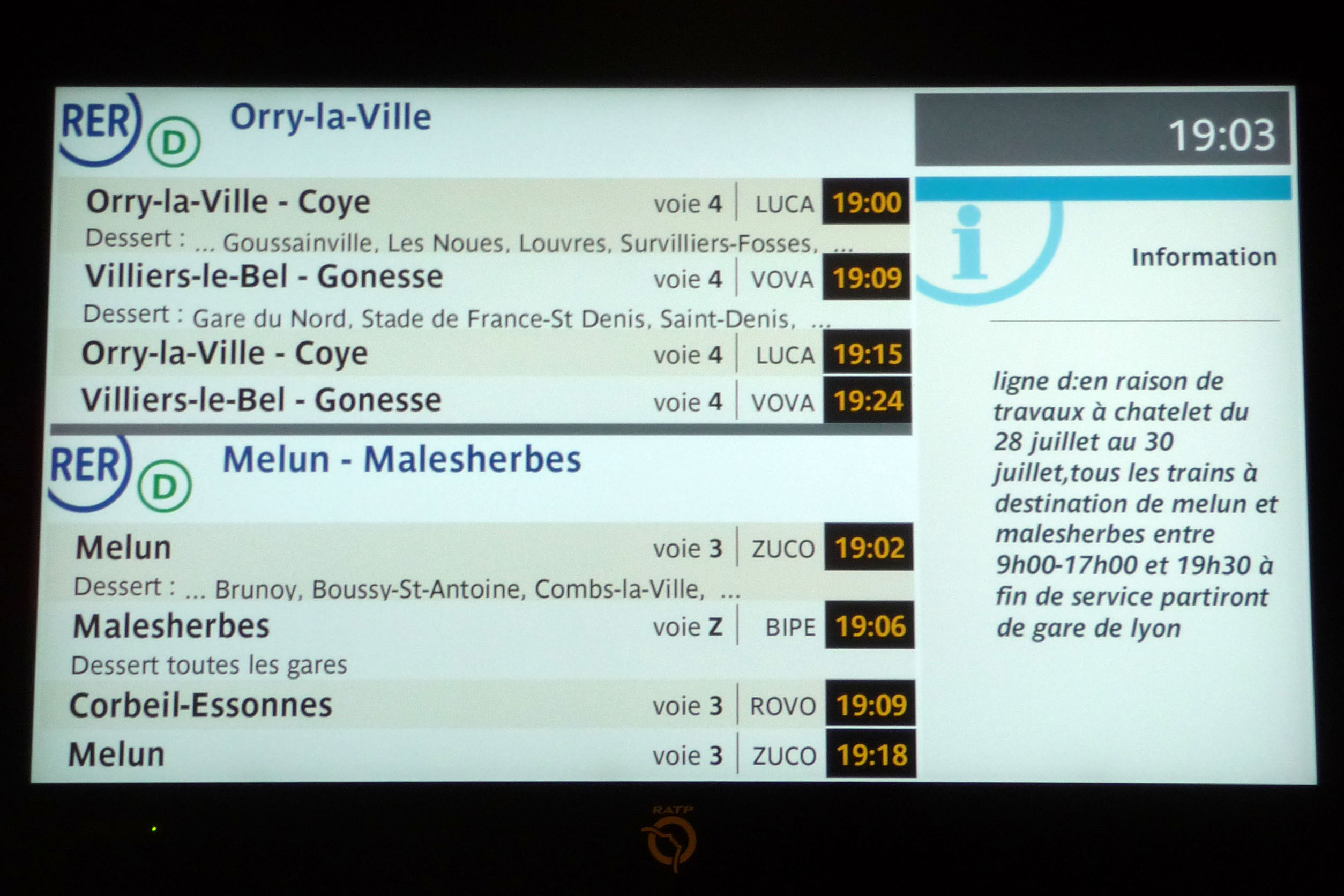
Prochaines rames attendues sur la ligne D du RER.
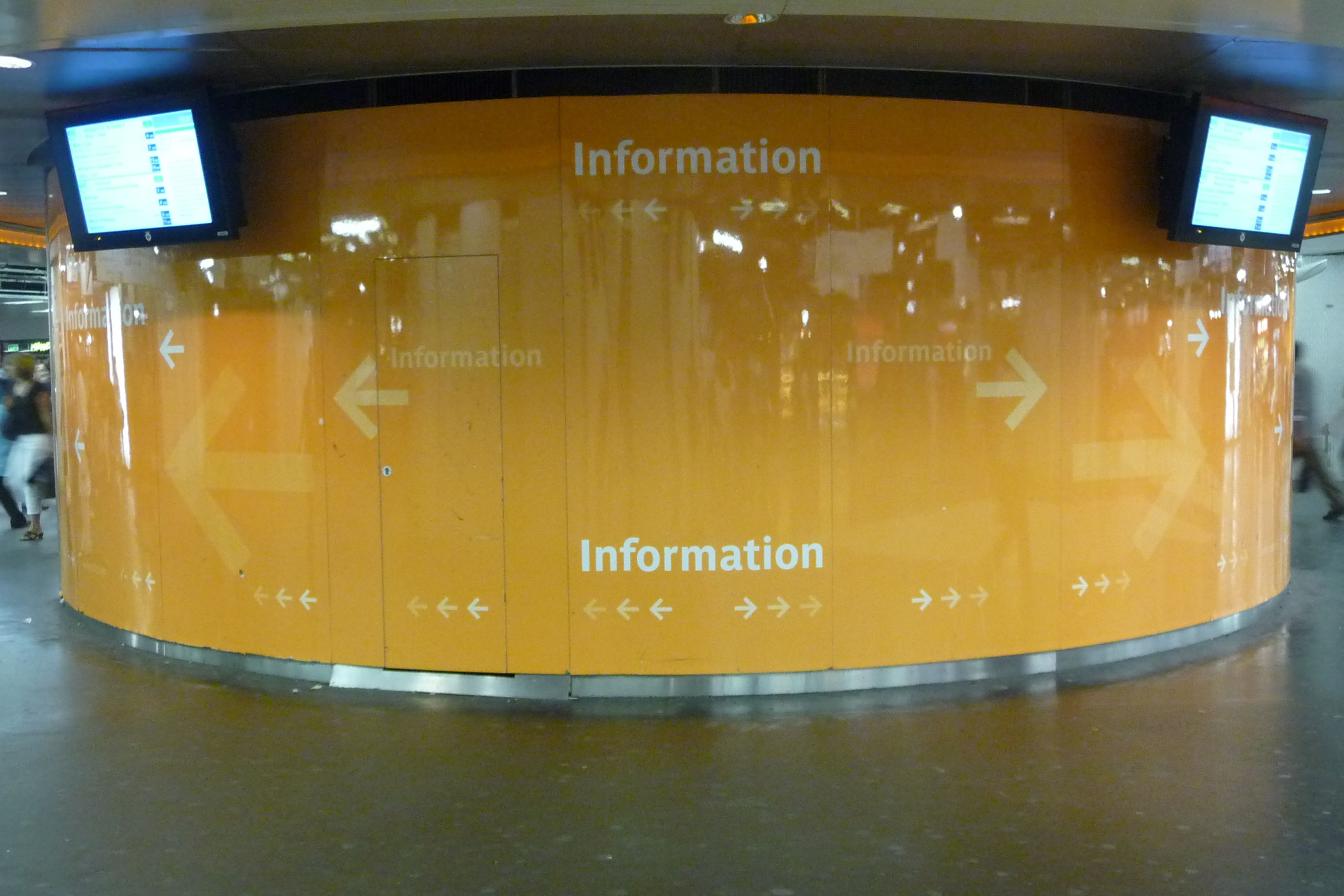
Écrans IMAGE dans la salle d'échange du RER à Châtelet – Les Halles.

#### Phase 3: tests sur quatre autres sites
Entre 2010 et 2012, les écrans ont été testés sur quatre nouveaux sites avec différentes configurations:
- Saint-Denis Université – Affichage des temps d'attente pour les prochains bus sur quatre écrans installés en avril 2010 : deux écrans situés à l'intérieur de la station au-dessus des sorties débouchant sur le terminal de bus et deux écrans situés à l'extérieur près du terminal, avec l'utilisation d'écrans transflectifs pour compenser la luminosité solaire.
- Val de Fontenay – Affichage des temps d'attente pour les prochains bus et des prochains trains en remplacement des écrans SIEL RER existants : 22 écrans ont été installés en juin 2010, dont 14 écrans RER dans la gare ainsi que des écrans pour les bus.
- Massy-Palaiseau – Affichage des informations sur le RER B sur 4 écrans installés à l'été 2011.
- L'aéroport d'Orly – Affichage des temps d'attente pour les prochains bus (Orlybus, 183, 285, 292, N31) sur deux écrans installés à l'été 2011 par ADP au sein des terminaux Orly Sud et Orly Ouest.

### Déploiement
À la suite de cette phase d'expérimentation, le déploiement du système final a débuté en juillet 2012 à la station Porte Dorée, où cinq écrans ont été installés, deux écrans pour les voyageurs entrant dans le métro et trois écrans avec les horaires des bus en correspondance pour les voyageurs se dirigeant vers la surface.
La RATP a ensuite équipé les stations de métro La Fourche, Brochant et Porte de Vincennes. À fin 2012, environ cent écrans sont déjà  déployés.
Le déploiement a été prévu par la RATP en deux temps :
- Jusqu’à 2014, les nouveaux écrans installés étaient raccordés aux anciens systèmes d'information : les nouveaux écrans présentant l'état du trafic affichent le même contenu que les écrans cathodiques qui sont progressivement remplacés et de nouveaux écrans permettant d'indiquer les lignes en correspondance sont installés.
- À partir de 2014, le déploiement des écrans s'est poursuivi, et l'ensemble des écrans ont été raccordés à un nouveau système d'information ; ce système gère les informations multi-transporteurs et présente un nouveau service informant sur l'état général du trafic sur les réseaux RATP.

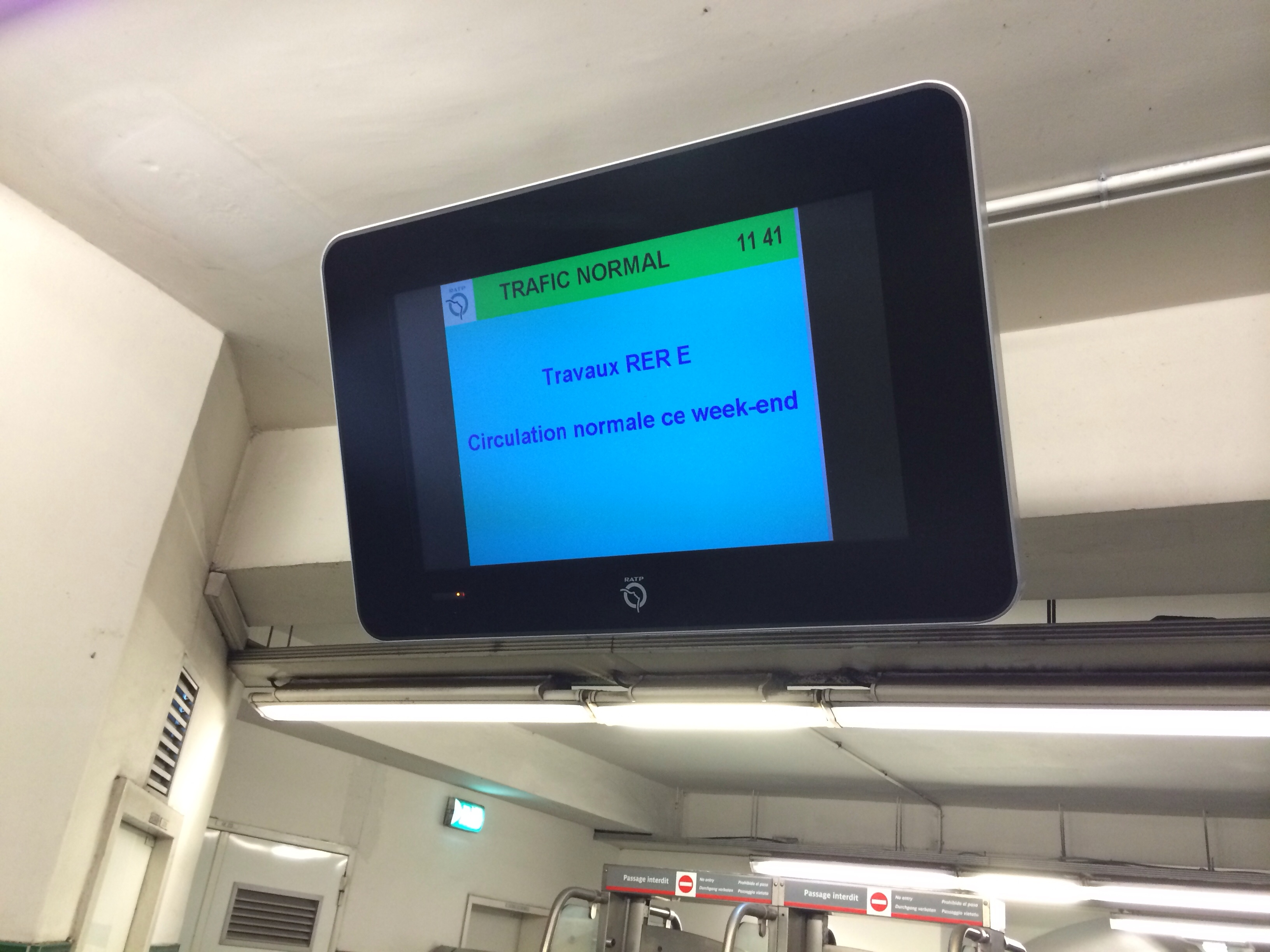
Écran IMAGE à la station Odéon en phase transitoire avec le contenu des anciens écrans cathodiques.
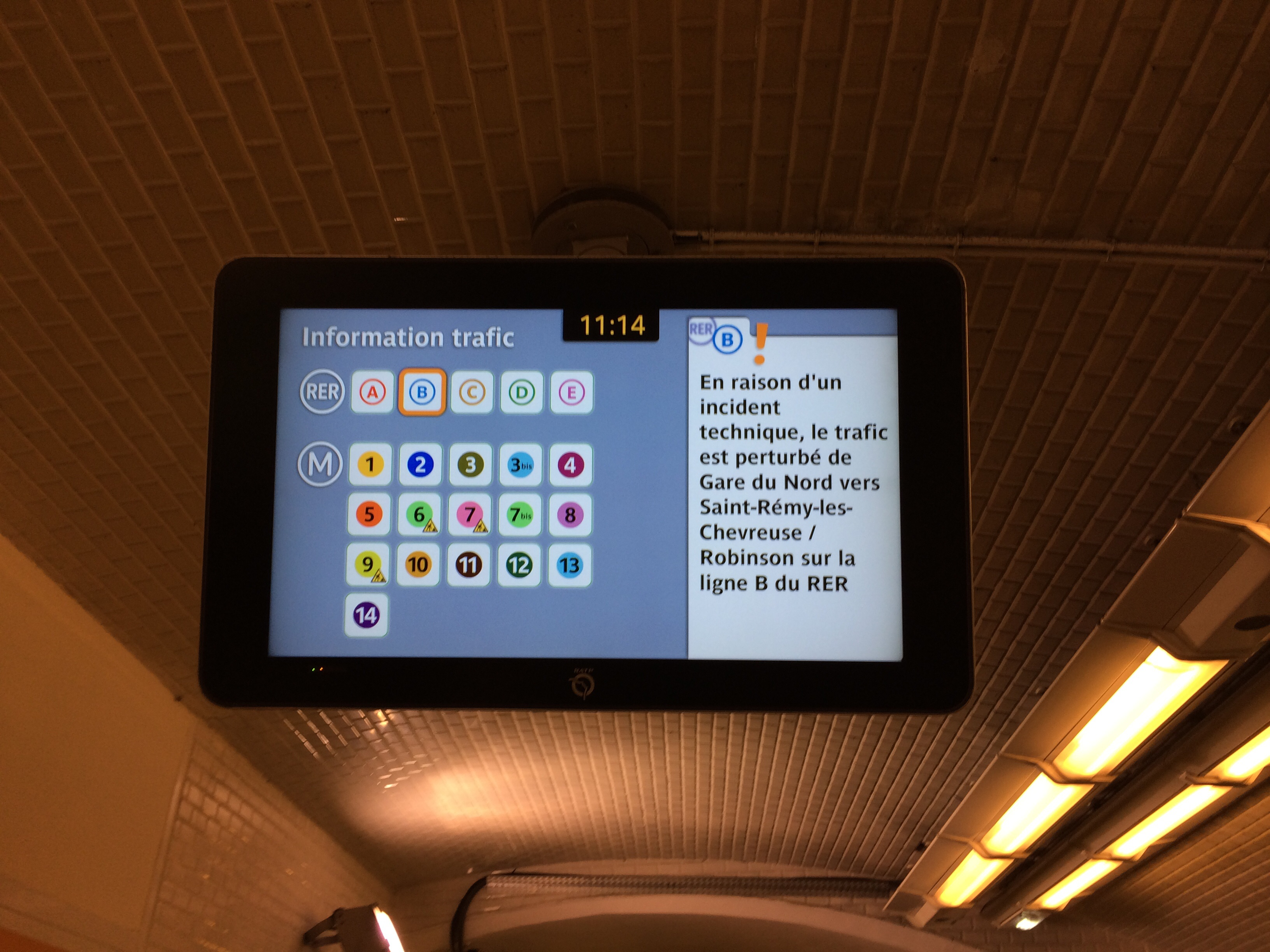
Nouvel écran d'accueil déployé sur les écrans IMAGE et présentant l'état du trafic.